# 1355
Portal Geschichte | Portal Biografien | Aktuelle Ereignisse | Jahreskalender | Tagesartikel

◄ |
13. Jahrhundert |
14. Jahrhundert
| 15. Jahrhundert | ►

◄ |
1320er |
1330er |
1340er |
1350er
| 1360er | 1370er | 1380er | ►

◄◄ |
◄ |
1351 |
1352 |
1353 |
1354 |
1355
| 1356 | 1357 | 1358 | 1359 | ► | ►►
Staatsoberhäupter  · Nekrolog
| Januar | Januar | Januar | Januar | Januar | Januar | Januar | Januar |
| Kw     | Mo     | Di     | Mi     | Do     | Fr     | Sa     | So     |
| ------ | ------ | ------ | ------ | ------ | ------ | ------ | ------ |
| 1      |        |        |        | 1      | 2      | 3      | 4      |
| 2      | 5      | 6      | 7      | 8      | 9      | 10     | 11     |
| 3      | 12     | 13     | 14     | 15     | 16     | 17     | 18     |
| 4      | 19     | 20     | 21     | 22     | 23     | 24     | 25     |
| 5      | 26     | 27     | 28     | 29     | 30     | 31     |        |

| Februar | Februar | Februar | Februar | Februar | Februar | Februar | Februar |
| Kw      | Mo      | Di      | Mi      | Do      | Fr      | Sa      | So      |
| ------- | ------- | ------- | ------- | ------- | ------- | ------- | ------- |
| 5       |         |         |         |         |         |         | 1       |
| 6       | 2       | 3       | 4       | 5       | 6       | 7       | 8       |
| 7       | 9       | 10      | 11      | 12      | 13      | 14      | 15      |
| 8       | 16      | 17      | 18      | 19      | 20      | 21      | 22      |
| 9       | 23      | 24      | 25      | 26      | 27      | 28      |         |

| März | März | März | März | März | März | März | März |
| Kw   | Mo   | Di   | Mi   | Do   | Fr   | Sa   | So   |
| ---- | ---- | ---- | ---- | ---- | ---- | ---- | ---- |
| 9    |      |      |      |      |      |      | 1    |
| 10   | 2    | 3    | 4    | 5    | 6    | 7    | 8    |
| 11   | 9    | 10   | 11   | 12   | 13   | 14   | 15   |
| 12   | 16   | 17   | 18   | 19   | 20   | 21   | 22   |
| 13   | 23   | 24   | 25   | 26   | 27   | 28   | 29   |
| 14   | 30   | 31   |      |      |      |      |      |

| April | April | April | April | April | April | April | April |
| Kw    | Mo    | Di    | Mi    | Do    | Fr    | Sa    | So    |
| ----- | ----- | ----- | ----- | ----- | ----- | ----- | ----- |
| 14    |       |       | 1     | 2     | 3     | 4     | 5     |
| 15    | 6     | 7     | 8     | 9     | 10    | 11    | 12    |
| 16    | 13    | 14    | 15    | 16    | 17    | 18    | 19    |
| 17    | 20    | 21    | 22    | 23    | 24    | 25    | 26    |
| 18    | 27    | 28    | 29    | 30    |       |       |       |

| Mai | Mai | Mai | Mai | Mai | Mai | Mai | Mai |
| Kw  | Mo  | Di  | Mi  | Do  | Fr  | Sa  | So  |
| --- | --- | --- | --- | --- | --- | --- | --- |
| 18  |     |     |     |     | 1   | 2   | 3   |
| 19  | 4   | 5   | 6   | 7   | 8   | 9   | 10  |
| 20  | 11  | 12  | 13  | 14  | 15  | 16  | 17  |
| 21  | 18  | 19  | 20  | 21  | 22  | 23  | 24  |
| 22  | 25  | 26  | 27  | 28  | 29  | 30  | 31  |

| Juni | Juni | Juni | Juni | Juni | Juni | Juni | Juni |
| Kw   | Mo   | Di   | Mi   | Do   | Fr   | Sa   | So   |
| ---- | ---- | ---- | ---- | ---- | ---- | ---- | ---- |
| 23   | 1    | 2    | 3    | 4    | 5    | 6    | 7    |
| 24   | 8    | 9    | 10   | 11   | 12   | 13   | 14   |
| 25   | 15   | 16   | 17   | 18   | 19   | 20   | 21   |
| 26   | 22   | 23   | 24   | 25   | 26   | 27   | 28   |
| 27   | 29   | 30   |      |      |      |      |      |

| Juli | Juli | Juli | Juli | Juli | Juli | Juli | Juli |
| Kw   | Mo   | Di   | Mi   | Do   | Fr   | Sa   | So   |
| ---- | ---- | ---- | ---- | ---- | ---- | ---- | ---- |
| 27   |      |      | 1    | 2    | 3    | 4    | 5    |
| 28   | 6    | 7    | 8    | 9    | 10   | 11   | 12   |
| 29   | 13   | 14   | 15   | 16   | 17   | 18   | 19   |
| 30   | 20   | 21   | 22   | 23   | 24   | 25   | 26   |
| 31   | 27   | 28   | 29   | 30   | 31   |      |      |

| August | August | August | August | August | August | August | August |
| Kw     | Mo     | Di     | Mi     | Do     | Fr     | Sa     | So     |
| ------ | ------ | ------ | ------ | ------ | ------ | ------ | ------ |
| 31     |        |        |        |        |        | 1      | 2      |
| 32     | 3      | 4      | 5      | 6      | 7      | 8      | 9      |
| 33     | 10     | 11     | 12     | 13     | 14     | 15     | 16     |
| 34     | 17     | 18     | 19     | 20     | 21     | 22     | 23     |
| 35     | 24     | 25     | 26     | 27     | 28     | 29     | 30     |
| 36     | 31     |        |        |        |        |        |        |

| September | September | September | September | September | September | September | September |
| Kw        | Mo        | Di        | Mi        | Do        | Fr        | Sa        | So        |
| --------- | --------- | --------- | --------- | --------- | --------- | --------- | --------- |
| 36        |           | 1         | 2         | 3         | 4         | 5         | 6         |
| 37        | 7         | 8         | 9         | 10        | 11        | 12        | 13        |
| 38        | 14        | 15        | 16        | 17        | 18        | 19        | 20        |
| 39        | 21        | 22        | 23        | 24        | 25        | 26        | 27        |
| 40        | 28        | 29        | 30        |           |           |           |           |

| Oktober | Oktober | Oktober | Oktober | Oktober | Oktober | Oktober | Oktober |
| Kw      | Mo      | Di      | Mi      | Do      | Fr      | Sa      | So      |
| ------- | ------- | ------- | ------- | ------- | ------- | ------- | ------- |
| 40      |         |         |         | 1       | 2       | 3       | 4       |
| 41      | 5       | 6       | 7       | 8       | 9       | 10      | 11      |
| 42      | 12      | 13      | 14      | 15      | 16      | 17      | 18      |
| 43      | 19      | 20      | 21      | 22      | 23      | 24      | 25      |
| 44      | 26      | 27      | 28      | 29      | 30      | 31      |         |

| November | November | November | November | November | November | November | November |
| Kw       | Mo       | Di       | Mi       | Do       | Fr       | Sa       | So       |
| -------- | -------- | -------- | -------- | -------- | -------- | -------- | -------- |
| 44       |          |          |          |          |          |          | 1        |
| 45       | 2        | 3        | 4        | 5        | 6        | 7        | 8        |
| 46       | 9        | 10       | 11       | 12       | 13       | 14       | 15       |
| 47       | 16       | 17       | 18       | 19       | 20       | 21       | 22       |
| 48       | 23       | 24       | 25       | 26       | 27       | 28       | 29       |
| 49       | 30       |          |          |          |          |          |          |

| Dezember | Dezember | Dezember | Dezember | Dezember | Dezember | Dezember | Dezember |
| Kw       | Mo       | Di       | Mi       | Do       | Fr       | Sa       | So       |
| -------- | -------- | -------- | -------- | -------- | -------- | -------- | -------- |
| 49       |          | 1        | 2        | 3        | 4        | 5        | 6        |
| 50       | 7        | 8        | 9        | 10       | 11       | 12       | 13       |
| 51       | 14       | 15       | 16       | 17       | 18       | 19       | 20       |
| 52       | 21       | 22       | 23       | 24       | 25       | 26       | 27       |
| 53       | 28       | 29       | 30       | 31       |          |          |          |

| Januar | Januar | Januar | Januar | Januar | Januar | Januar | Januar |
| Kw     | Mo     | Di     | Mi     | Do     | Fr     | Sa     | So     |
| ------ | ------ | ------ | ------ | ------ | ------ | ------ | ------ |
| 1      |        |        |        | 1      | 2      | 3      | 4      |
| 2      | 5      | 6      | 7      | 8      | 9      | 10     | 11     |
| 3      | 12     | 13     | 14     | 15     | 16     | 17     | 18     |
| 4      | 19     | 20     | 21     | 22     | 23     | 24     | 25     |
| 5      | 26     | 27     | 28     | 29     | 30     | 31     |        |

| Februar | Februar | Februar | Februar | Februar | Februar | Februar | Februar |
| Kw      | Mo      | Di      | Mi      | Do      | Fr      | Sa      | So      |
| ------- | ------- | ------- | ------- | ------- | ------- | ------- | ------- |
| 5       |         |         |         |         |         |         | 1       |
| 6       | 2       | 3       | 4       | 5       | 6       | 7       | 8       |
| 7       | 9       | 10      | 11      | 12      | 13      | 14      | 15      |
| 8       | 16      | 17      | 18      | 19      | 20      | 21      | 22      |
| 9       | 23      | 24      | 25      | 26      | 27      | 28      |         |

| März | März | März | März | März | März | März | März |
| Kw   | Mo   | Di   | Mi   | Do   | Fr   | Sa   | So   |
| ---- | ---- | ---- | ---- | ---- | ---- | ---- | ---- |
| 9    |      |      |      |      |      |      | 1    |
| 10   | 2    | 3    | 4    | 5    | 6    | 7    | 8    |
| 11   | 9    | 10   | 11   | 12   | 13   | 14   | 15   |
| 12   | 16   | 17   | 18   | 19   | 20   | 21   | 22   |
| 13   | 23   | 24   | 25   | 26   | 27   | 28   | 29   |
| 14   | 30   | 31   |      |      |      |      |      |

| April | April | April | April | April | April | April | April |
| Kw    | Mo    | Di    | Mi    | Do    | Fr    | Sa    | So    |
| ----- | ----- | ----- | ----- | ----- | ----- | ----- | ----- |
| 14    |       |       | 1     | 2     | 3     | 4     | 5     |
| 15    | 6     | 7     | 8     | 9     | 10    | 11    | 12    |
| 16    | 13    | 14    | 15    | 16    | 17    | 18    | 19    |
| 17    | 20    | 21    | 22    | 23    | 24    | 25    | 26    |
| 18    | 27    | 28    | 29    | 30    |       |       |       |

| Mai | Mai | Mai | Mai | Mai | Mai | Mai | Mai |
| Kw  | Mo  | Di  | Mi  | Do  | Fr  | Sa  | So  |
| --- | --- | --- | --- | --- | --- | --- | --- |
| 18  |     |     |     |     | 1   | 2   | 3   |
| 19  | 4   | 5   | 6   | 7   | 8   | 9   | 10  |
| 20  | 11  | 12  | 13  | 14  | 15  | 16  | 17  |
| 21  | 18  | 19  | 20  | 21  | 22  | 23  | 24  |
| 22  | 25  | 26  | 27  | 28  | 29  | 30  | 31  |

| Juni | Juni | Juni | Juni | Juni | Juni | Juni | Juni |
| Kw   | Mo   | Di   | Mi   | Do   | Fr   | Sa   | So   |
| ---- | ---- | ---- | ---- | ---- | ---- | ---- | ---- |
| 23   | 1    | 2    | 3    | 4    | 5    | 6    | 7    |
| 24   | 8    | 9    | 10   | 11   | 12   | 13   | 14   |
| 25   | 15   | 16   | 17   | 18   | 19   | 20   | 21   |
| 26   | 22   | 23   | 24   | 25   | 26   | 27   | 28   |
| 27   | 29   | 30   |      |      |      |      |      |

| Juli | Juli | Juli | Juli | Juli | Juli | Juli | Juli |
| Kw   | Mo   | Di   | Mi   | Do   | Fr   | Sa   | So   |
| ---- | ---- | ---- | ---- | ---- | ---- | ---- | ---- |
| 27   |      |      | 1    | 2    | 3    | 4    | 5    |
| 28   | 6    | 7    | 8    | 9    | 10   | 11   | 12   |
| 29   | 13   | 14   | 15   | 16   | 17   | 18   | 19   |
| 30   | 20   | 21   | 22   | 23   | 24   | 25   | 26   |
| 31   | 27   | 28   | 29   | 30   | 31   |      |      |

| August | August | August | August | August | August | August | August |
| Kw     | Mo     | Di     | Mi     | Do     | Fr     | Sa     | So     |
| ------ | ------ | ------ | ------ | ------ | ------ | ------ | ------ |
| 31     |        |        |        |        |        | 1      | 2      |
| 32     | 3      | 4      | 5      | 6      | 7      | 8      | 9      |
| 33     | 10     | 11     | 12     | 13     | 14     | 15     | 16     |
| 34     | 17     | 18     | 19     | 20     | 21     | 22     | 23     |
| 35     | 24     | 25     | 26     | 27     | 28     | 29     | 30     |
| 36     | 31     |        |        |        |        |        |        |

| September | September | September | September | September | September | September | September |
| Kw        | Mo        | Di        | Mi        | Do        | Fr        | Sa        | So        |
| --------- | --------- | --------- | --------- | --------- | --------- | --------- | --------- |
| 36        |           | 1         | 2         | 3         | 4         | 5         | 6         |
| 37        | 7         | 8         | 9         | 10        | 11        | 12        | 13        |
| 38        | 14        | 15        | 16        | 17        | 18        | 19        | 20        |
| 39        | 21        | 22        | 23        | 24        | 25        | 26        | 27        |
| 40        | 28        | 29        | 30        |           |           |           |           |

| Oktober | Oktober | Oktober | Oktober | Oktober | Oktober | Oktober | Oktober |
| Kw      | Mo      | Di      | Mi      | Do      | Fr      | Sa      | So      |
| ------- | ------- | ------- | ------- | ------- | ------- | ------- | ------- |
| 40      |         |         |         | 1       | 2       | 3       | 4       |
| 41      | 5       | 6       | 7       | 8       | 9       | 10      | 11      |
| 42      | 12      | 13      | 14      | 15      | 16      | 17      | 18      |
| 43      | 19      | 20      | 21      | 22      | 23      | 24      | 25      |
| 44      | 26      | 27      | 28      | 29      | 30      | 31      |         |

| November | November | November | November | November | November | November | November |
| Kw       | Mo       | Di       | Mi       | Do       | Fr       | Sa       | So       |
| -------- | -------- | -------- | -------- | -------- | -------- | -------- | -------- |
| 44       |          |          |          |          |          |          | 1        |
| 45       | 2        | 3        | 4        | 5        | 6        | 7        | 8        |
| 46       | 9        | 10       | 11       | 12       | 13       | 14       | 15       |
| 47       | 16       | 17       | 18       | 19       | 20       | 21       | 22       |
| 48       | 23       | 24       | 25       | 26       | 27       | 28       | 29       |
| 49       | 30       |          |          |          |          |          |          |

| Dezember | Dezember | Dezember | Dezember | Dezember | Dezember | Dezember | Dezember |
| Kw       | Mo       | Di       | Mi       | Do       | Fr       | Sa       | So       |
| -------- | -------- | -------- | -------- | -------- | -------- | -------- | -------- |
| 49       |          | 1        | 2        | 3        | 4        | 5        | 6        |
| 50       | 7        | 8        | 9        | 10       | 11       | 12       | 13       |
| 51       | 14       | 15       | 16       | 17       | 18       | 19       | 20       |
| 52       | 21       | 22       | 23       | 24       | 25       | 26       | 27       |
| 53       | 28       | 29       | 30       | 31       |          |          |          |

## Ereignisse

### Politik und Weltgeschehen

#### Heiliges Römisches Reich/Italien

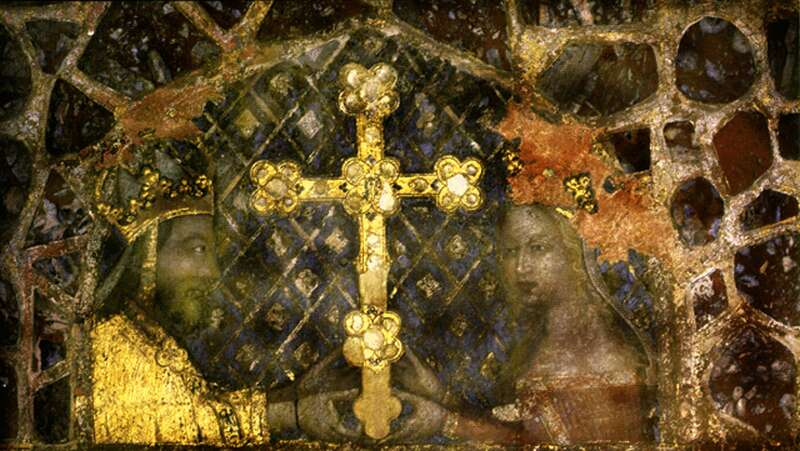
Kaiser Karl IV. und seine dritte Gemahlin Anna von Schweidnitz, Burg Karlštejn, Wandbild in der Katharinenkapelle (um 1357)

Karl IV. wird am 6. Januar in Mailand, das sich seinem 1354 begonnenen Italienfeldzug nicht mehr widersetzt, zum König von Italien gekrönt. Am 5. April wird er in Rom von einem von Papst Innozenz VI. entsandten Kardinal gemeinsam mit seiner dritten Gemahlin Anna von Schweidnitz zu Kaiser und Kaiserin des Heiligen Römischen Reichs gekrönt. (Papstsitz ist zu dieser Zeit immer noch Avignon). Karl verlässt die Halbinsel kurz darauf wieder, ohne sich um die Ordnung der dortigen Verhältnisse gekümmert zu haben.

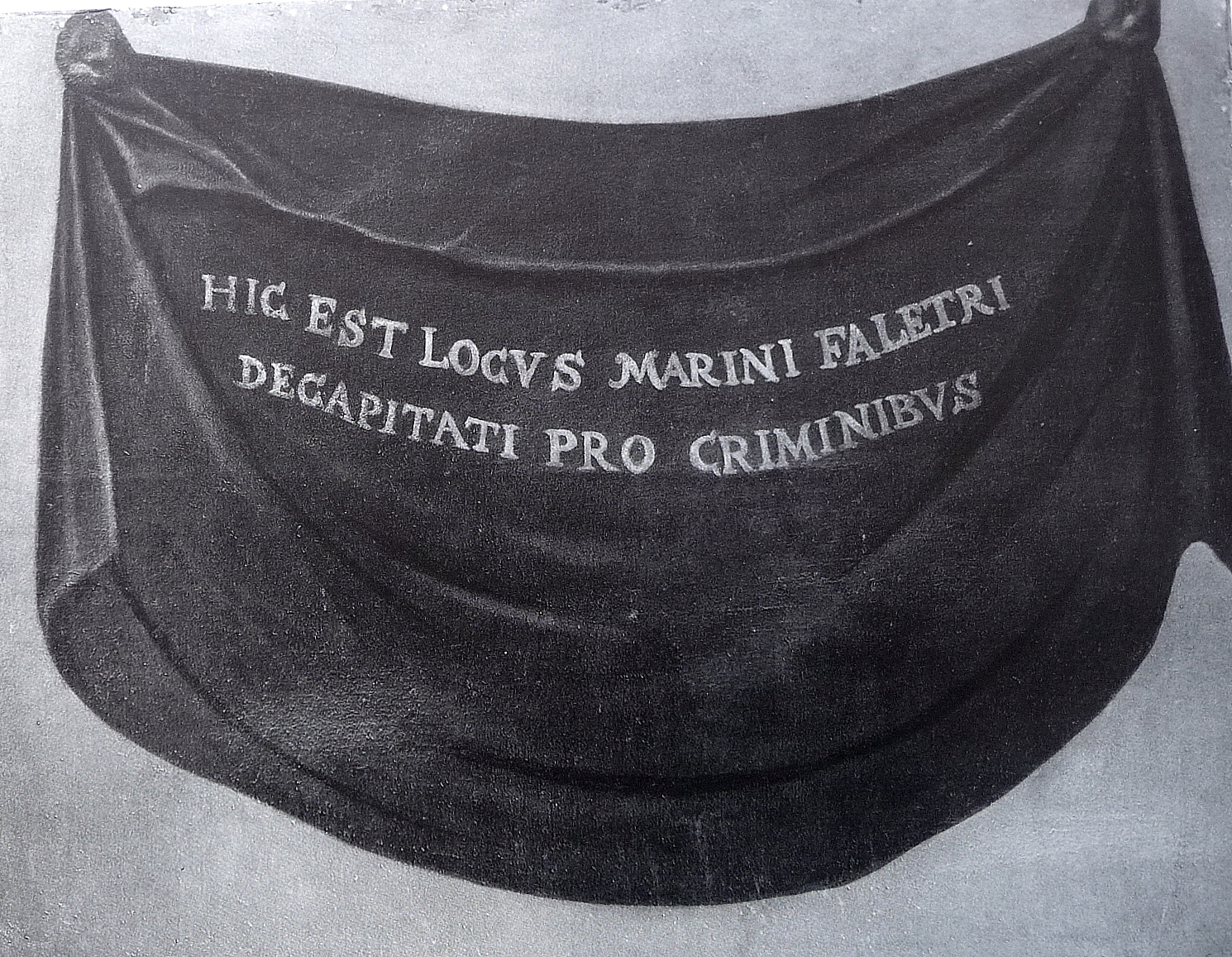
Das schwarze Banner, das das Bildnis Marino Faliers verdeckt, Sala del Maggior Consiglio

In Venedig wird dem Dogen Marino Falier vorgeworfen, einen Staatsstreich geplant zu haben, um sich selbst zum Fürsten zu erheben. Allerdings ist Falier zu diesem Zeitpunkt bereits über 70 Jahre alt, auf Lebenszeit gewählt und hat keine männlichen Nachkommen. Seine angeblichen Mitverschwörer, unter ihnen der Architekt Filippo Calendario, werden am 16. April vor dem Dogenpalast aufgehängt, Falier selbst einen Tag später auf der Scala Foscara enthauptet. Er fällt anschließend der Damnatio memoriae anheim. Zu seinem Nachfolger wird Giovanni Gradenigo gewählt.

Wappen des Hauses der Visconti

- 9. September: Bernabò Visconti und Galeazzo II. Visconti ermorden ihren Bruder Matteo II. Visconti wegen dessen „Sittenlosigkeit“ und teilen sich in der Folge die Herrschaft in Bologna, Lodi, Piacenza und Parma.
- 5. Dezember: Der Tod Johanns III. von Brabant ohne männliche Nachkommen führt zum Brabanter Erbfolgekrieg zwischen seinen drei Töchtern und deren Ehegatten.
- In der Albertinischen Hausordnung bestimmt Herzog Albrecht II. von Österreich, Steiermark und Kärnten, dass nach seinem Tod die habsburgischen Länder von seinen vier Söhnen, Rudolf IV., Friedrich III., Albrecht III. und Leopold III., gemeinsam regiert werden sollen. Sie bleibt nach seinem Tod im Großen und Ganzen unbeachtet.

#### Frankreich
- 5. Januar: Im Vertrag von Paris stimmt König Johann II. von Frankreich Besitzarrondierungen zu Gunsten Savoyens unter Graf Amadeus VI. zu.
- Der Sohn des englischen Königs Edward III., der schwarze Prinz genannt, verwüstet im Hundertjährigen Krieg das französische Languedoc.

#### Portugal
- 7. Januar: Durch die auf Veranlassung von König Alfons IV. erfolgte Hinrichtung der Inês de Castro, der Geliebten seines Sohnes Peter I., beginnt in Portugal ein Bürgerkrieg.

#### Osteuropa

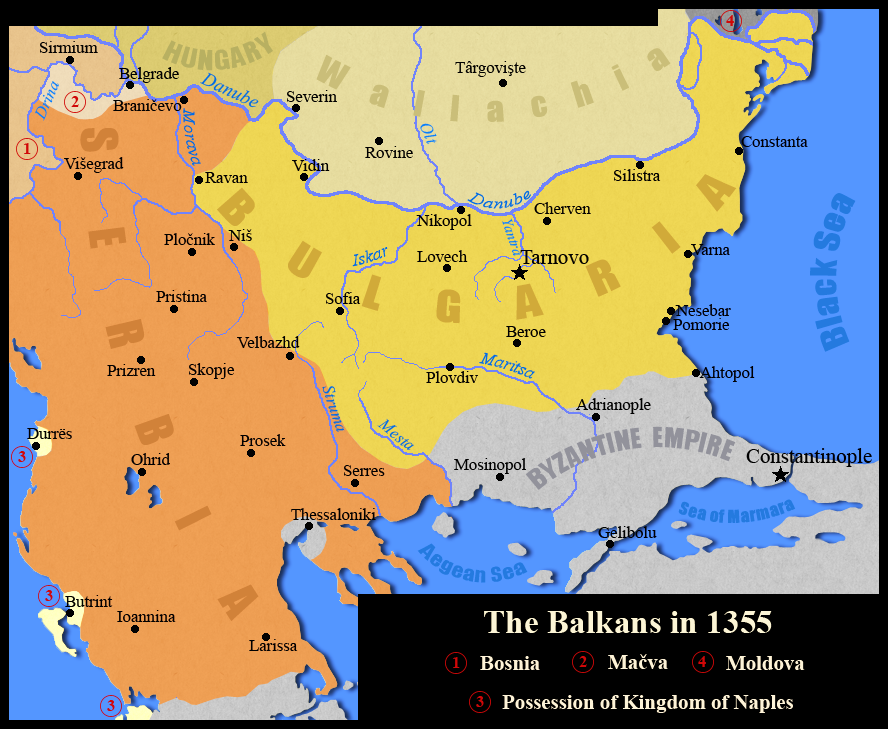
Die Balkanhalbinsel um 1355

- Stefan Uroš V., genannt der Schwache, schon bisher Mitregent seines Vaters Stefan Uroš IV. Dušan, wird nach dessen Tod zweiter Zar von Serbien. Er ist in großem Maße abhängig von seiner Mutter Helena von Bulgarien und den serbischen Fürsten.

#### Asien
- 1354/55: Während des Aufstands der Roten Turbane setzt der chinesische Kaiser Toghan Timur aus der mongolischen Yuan-Dynastie seinen Kanzler Toghta ab. Die Zentralregierung verliert daraufhin vollständig die Kontrolle über die mongolischen Warlords im Norden des Reiches.

#### Stadtrechte und urkundliche Ersterwähnungen
- 11. Februar: Höchst am Main wird zur Stadt erhoben.
- Laufs wird zur Stadt erhoben.
- Erste urkundliche Erwähnung der im Thüringer Wald gelegenen Stadt Ruhla, welche später durch die Pfeifen- und Uhrenherstellung bekannt wird.
- Erste urkundliche Erwähnung der Zollenbrücke, als der ersten Fleetbrücke in Hamburg

### Wissenschaft und Kultur
- Heinrich von Herfords (OP) Liber de rebus memorabilioribus sive Chronicon reicht bis zu diesem Jahr.
- Der muslimische Forschungsreisende Ibn Battuta vollendet seine Rilah, die Beschreibung seiner Weltreise, die er Mohammed Ibn Dschuzaj diktiert.
- um 1355: Jan van Ruusbroec veröffentlicht sein Büchlein von Meister Eckharts Lehre und deren Widerlegung.

### Gesellschaft
- 10. Februar: In Oxford beginnt der mehrtägige St Scholastica Day riot zwischen Studenten der University of Oxford und Bürgern der Stadt, der 63 Studenten und 30 Bürger das Leben kostet.
- Während des Baus des Castelvecchio in Verona im Auftrag von Cangrande II. della Scala wird der Ponte Scaligero als Fluchtweg über die Etsch errichtet.

## Historische Karten und Ansichten

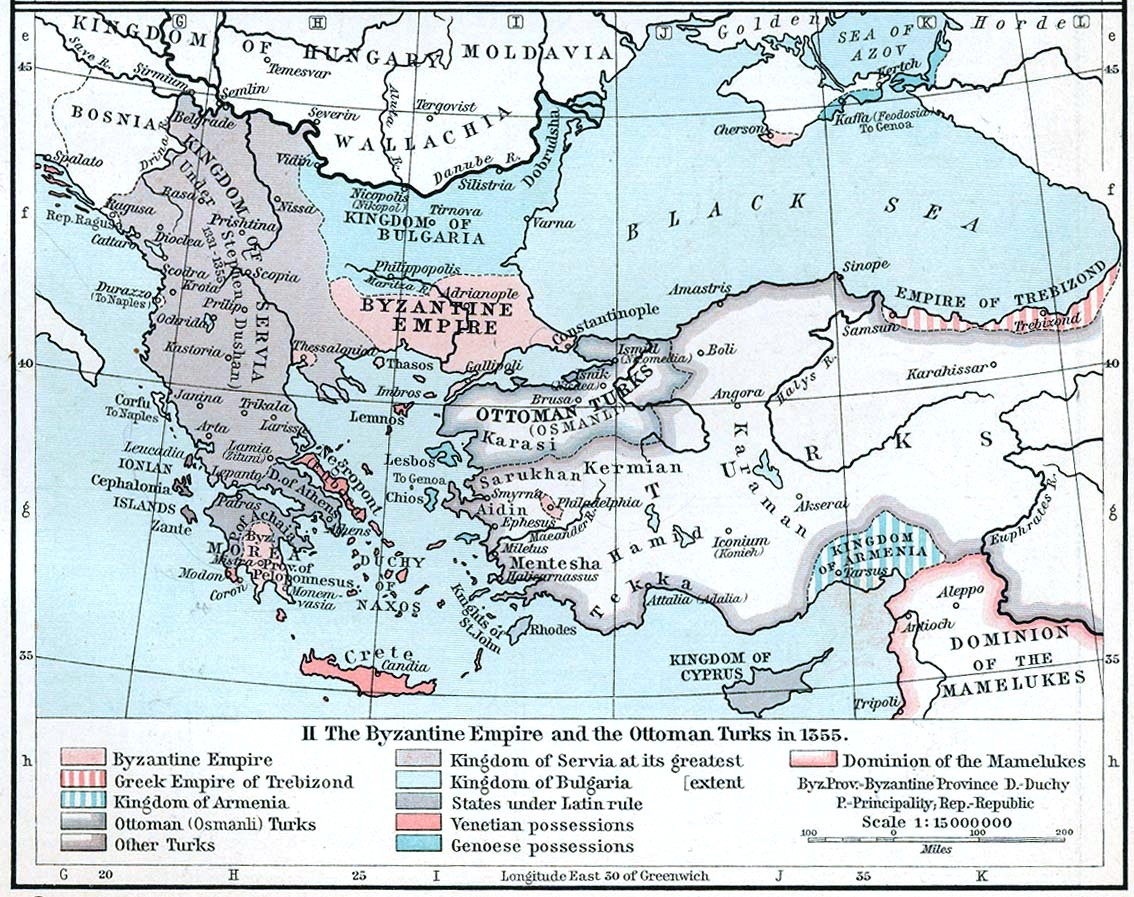
Balkan und Kleinasien 1355

## Geboren

### Geburtsdatum gesichert
- 7. Januar: Thomas of Woodstock, Sohn von Eduard III. von England († 1397)
- 22. Januar: Wilhelm II., Graf von Namur († 1418)
- 16. August: Philippa Plantagenet, englische Adelige († 1382)

### Genaues Geburtsdatum  unbekannt
- November: Andronikos Komnenos, Despot in Trapezunt († 1376)
- Andrea dei Bruni, italienischer Maler († 1377)
- Heinrich VII., Herzog von Liegnitz († 1398)
- Heinrich von Berching, deutscher Theologe († 1412)
- Gadifer de La Salle, französischer Adeliger († 1422)
- Mircea cel Bătrân, Woiwode der Walachei († 1418)
- al-Qalqaschandī, ägyptischer Kanzleibeamter und Rechtsgelehrter († 1418)
- Theodor I., byzantinischer Despot von Morea († 1407)

### Geboren um 1355
- Friedrich von Blankenheim, Bischof von Basel und Bischof von Utrecht († 1423)
- Owain Glyndŵr, walisischer Nationalheld († um 1416)
- Konrad von Jungingen, Hochmeister des Deutschen Ordens († 1407)
- Isabella von Kastilien, spanische Adelige († 1392)
- Margaret Stewart, schottische Adelige († 1418)
- Vytautas, Großfürst von Litauen († 1430)

## Gestorben

### Todesdatum gesichert
- 7. Januar: Inês de Castro, kastilische Adlige und Ehefrau des Thronfolgers und späteren portugiesischen Königs Pedro I. (hingerichtet) (* 1320)
- 12. Januar: Albrecht I. von Hohenfels, Fürstbischof von Eichstätt
- 25. Januar: John de Cobham, englischer Adeliger und Politiker
- 25. März: Ulrich von Lenzburg, Bischof von Chur
- 14. April: Gerlach II., Herr der Stadt Limburg
- 16. April: Filippo Calendario, venezianischer Steinmetz, Bildhauer und Architekt, angeblicher Verschwörer, hingerichtet
- 17. April: Marino Falier, Doge von Venedig und angeblicher Verschwörer, hingerichtet (* um 1285)
- 22. April: Eleonore von England, Herzogin von Geldern (* 1318)
- 22. Mai: Humbert II., Dauphin von Viennois (* 1312)
- 25. Juni: Dietrich von Waldeck, Dompropst im Bistum Münster (* um 1316)
- 11. Juli: Friedrich I., Markgraf von Randazzo sowie Herzog von Athen und Neopatria (* um 1340)

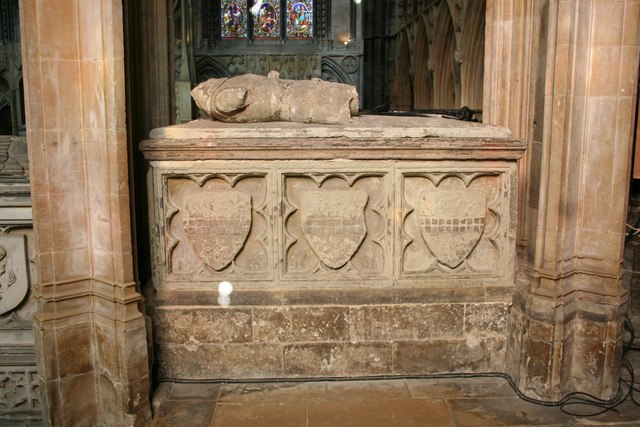
Das stark beschädigte Grabdenkmal für Nicholas Cantilupe in der Kathedrale von Lincoln

- 31. Juli: Nicholas Cantilupe, englischer Adeliger, Richter und Militär (* um 1301)

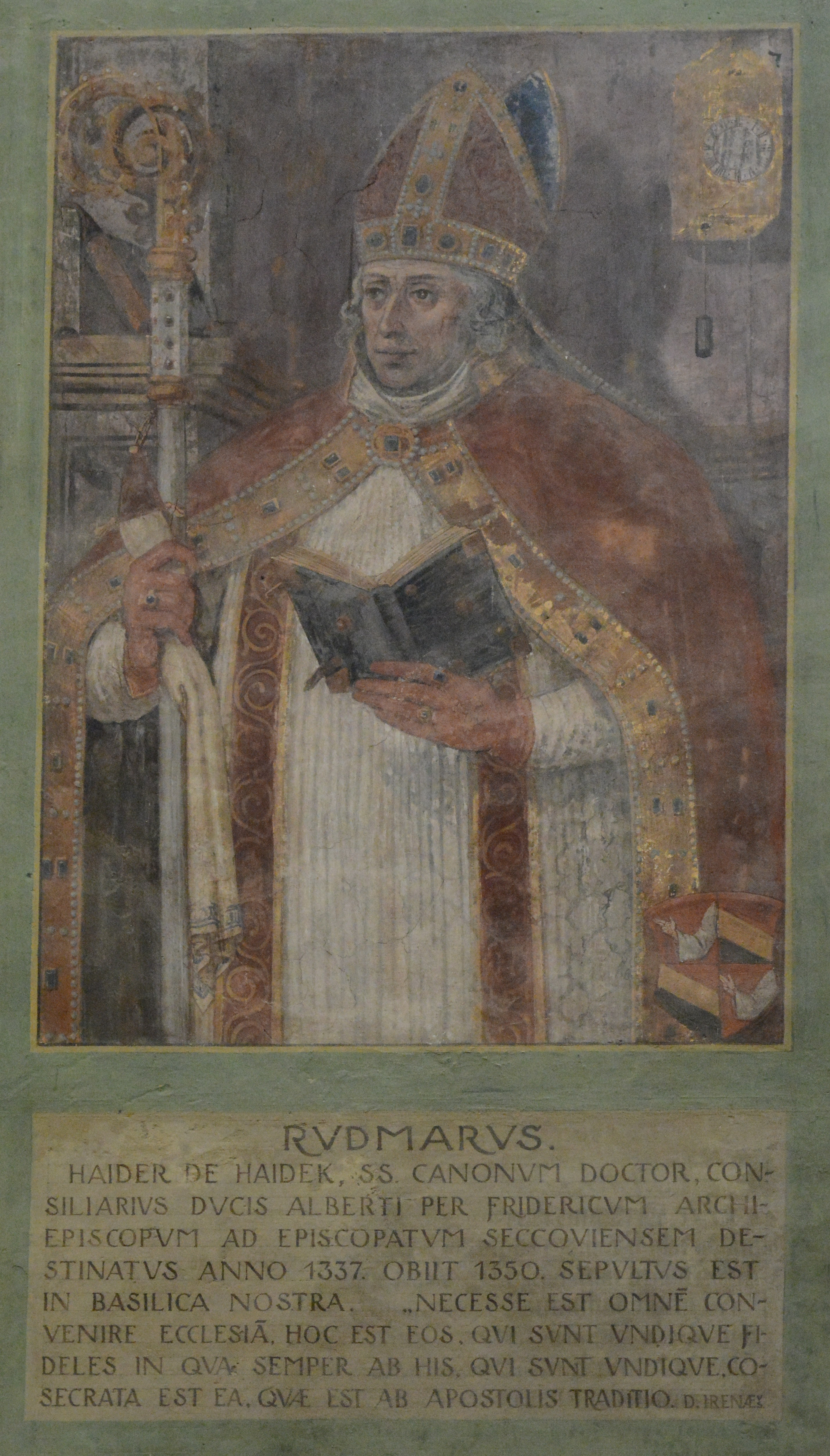
Bischof Rudmar von Hader, Basilika Seckau, Bischofskapelle (Darstellung um 1595)

- 27./28. September: Rudmar von Hader, Bischof von Seckau
- 29. September: Matteo II. Visconti, Herrscher über Bologna, Lodi, Piacenza und Parma (* um 1319)
- 3. oder 16. Oktober: Reinhold Zeller, Propst des Klosterstifts Berchtesgaden
- 14. Oktober: John de Lisle, englischer Adeliger und Militär (* um 1318)
- 16. Oktober: Ludwig, König von Sizilien (* 1337)
- 21. Oktober: Bertrand de Déaulx, französischer Bischof, Diplomat und Kardinal
- 25. November: Amelung von Varendorff, Osnabrücker Ritter sowie bischöflicher Lehns- und Burgmann zu Iburg
- 5. Dezember: Johann III., Herzog von Brabant und Limburg (* 1300)

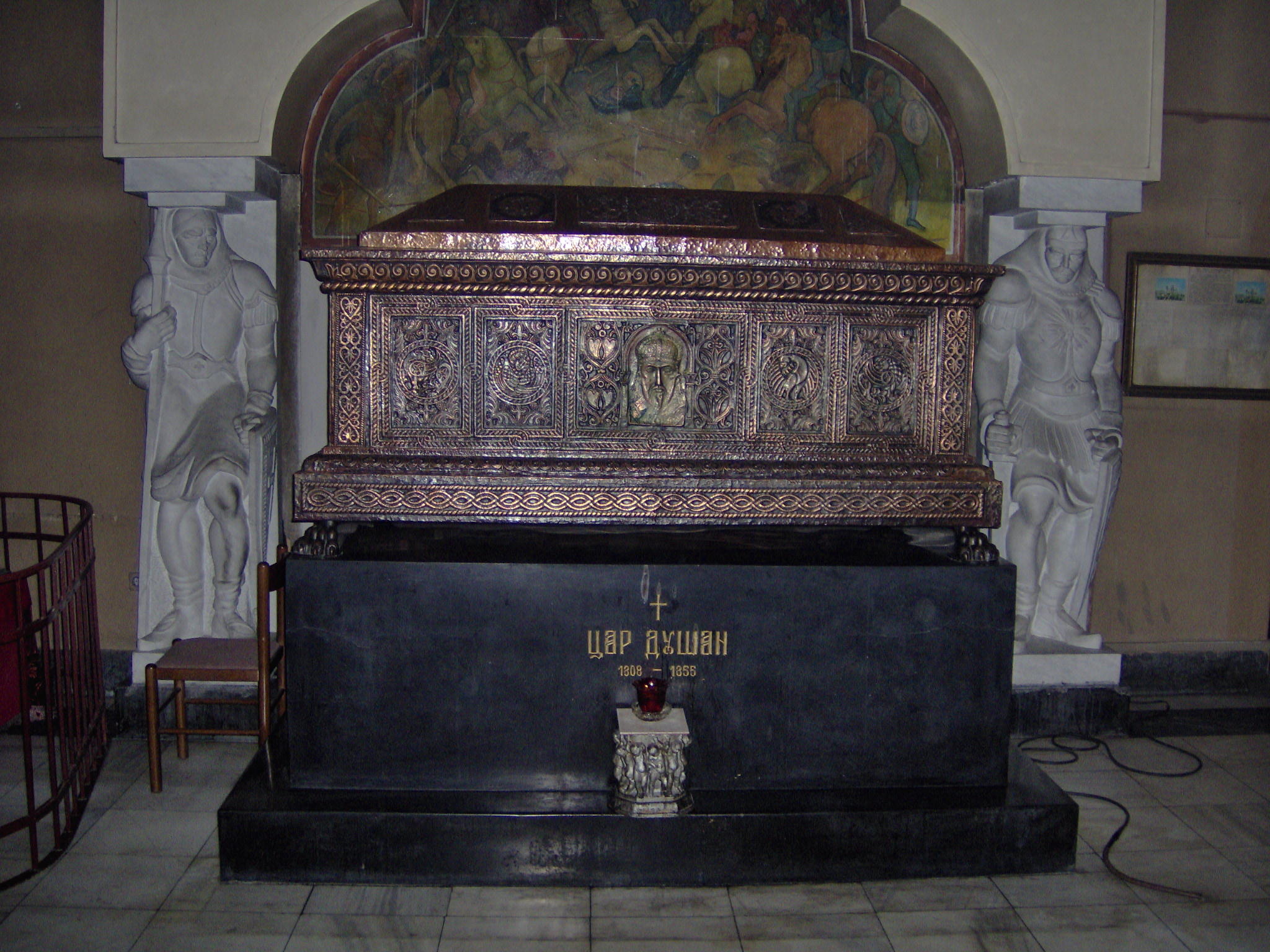
Zar Dušans Sarkophag in der Markuskirche von Belgrad.

- 20. Dezember: Stefan Uroš IV. Dušan, Zar von Serbien (* 1308)

### Genaues Todesdatum unbekannt
- um Oktober: Pierre de Corneillan, Großmeister des Johanniterordens
- Erling Vidkunnsson, norwegischer Reichsverweser und Statthalter
- Peter Mauley, englischer Adeliger